# Hans Stecher (Maurer)

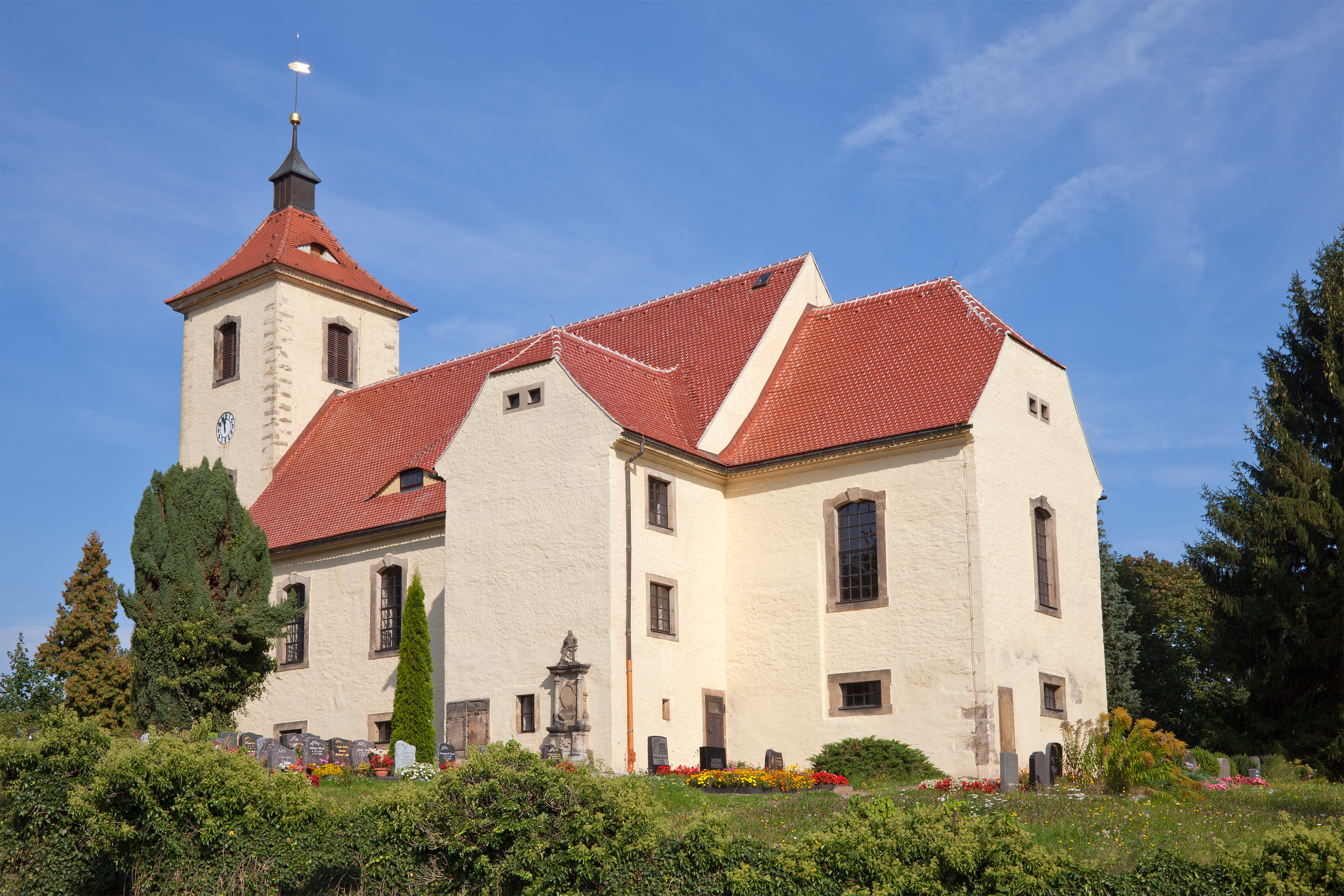
Die Kirche in Bieberstein

Hans Stecher († 1676 in Bieberstein) war ein Maurer des Barock sowie Konstabler in Freiberg.
Hans Stecher wurde als Sohn des Maurermeisters Wolf Stecher geboren und erwarb am 6. Mai 1661 das Bürgerrecht in Freiberg (Sachsen). Dort war er von 1670 bis 1676 Ratsmaurermeister. 1676 leitete er den Umbau der Kirche in Bieberstein, bei deren Weihe er durch einen Unfall starb, als er seinem Amt als Konstabler gemäß vom Turm herab mit einem kleinen Geschütz einige Festschüsse abgeben wollte, dieses jedoch mit einer zu großen Ladung versah, so dass es einen heftigen Rückstoß erzeugte, der ihn durch die Tür bis auf das Pflaster schleuderte. Er blieb leblos mit zerschmettertem Schädel liegen. Stecher hatte einen gleichnamigen Sohn, mit dem er seit 1675 gemeinsam in der Nonnengasse 19 in Freiberg wohnte.